# Stanisław Żabiński
Stanisław Żaba-Żabiński (ur. 25 marca 1954) – polski lekkoatleta specjalizujący się w rzucie oszczepem.
Brązowy medalista mistrzostw Polski w 1984. Zawodnik Limanovii (1971–1973), SZS-AZS Kraków (1974–1978), Hutnika Nowa Huta (1979–1981) oraz Górnika Zabrze (od 1982). Rekord życiowy: 80,24 (28 sierpnia 1984, Praga).